# Precariedad (derecho)

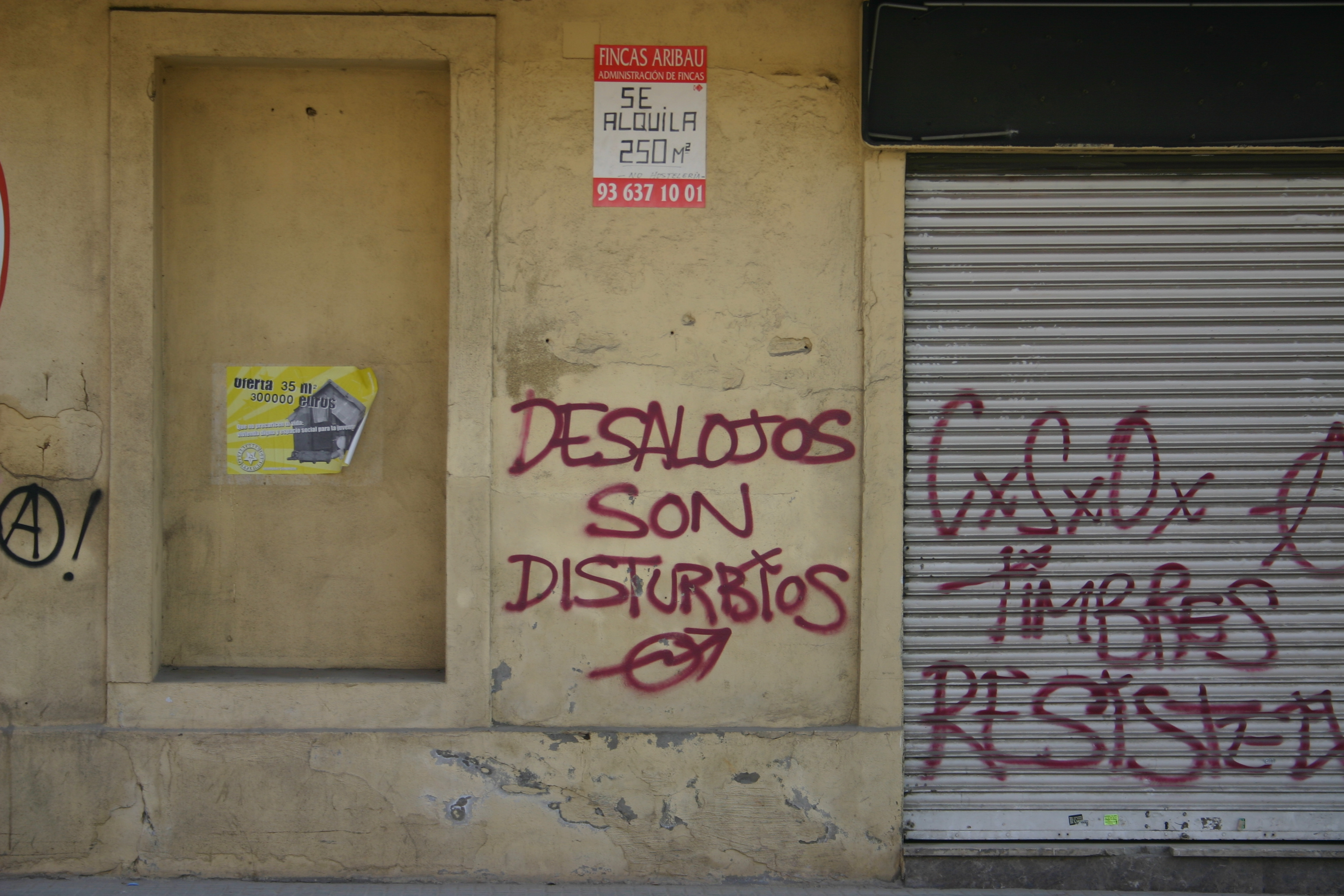
Casa ocupada precariamente por okupas en Barcelona.

Precariedad, posesión precaria, ocupación precaria, tenencia precaria o simplemente precario (del latín: precarĭus ‘preces, ruego, súplica’), es una institución jurídica común entre los países descendientes del Derecho continental que consiste en un hecho jurídico en el que una o más personas se sirven gratuitamente de un bien ajeno sin un título legítimo que justifique su goce y por ignorancia o mera tolerancia de su dueño. La institución es de origen romano, donde se la trataba como una situación posesoria especial, por medio de la cual una persona disfrutaba gratuitamente de un bien extraño aunque con el inconveniente de que podía ser desposeída en cualquier instante, vale decir, el término de su disfrute quedaba al entero arbitrio de su propietario.
Esta institución ha adquirido notoriedad en la ciudadanía a partir de fines del siglo XX a propósito de los altisonantes desalojos producidos a los integrantes del movimiento Okupa, una ONG con la presencia más considerable en América y Europa que se ha apoderado de terrenos deshabitados o viviendas abandonadas para utilizarlas generalmente como lugares de reunión, centros culturales o de esparcimiento.
Desde el punto de vista procesal, también se le denomina «precario» a la acción jurisdiccional que tiene por finalidad proteger al propietario de un inmueble frente a la ocupación irregular, por medio del lanzamiento o desalojo del morador que habita de facto en él.

## Evolución histórica

### Roma

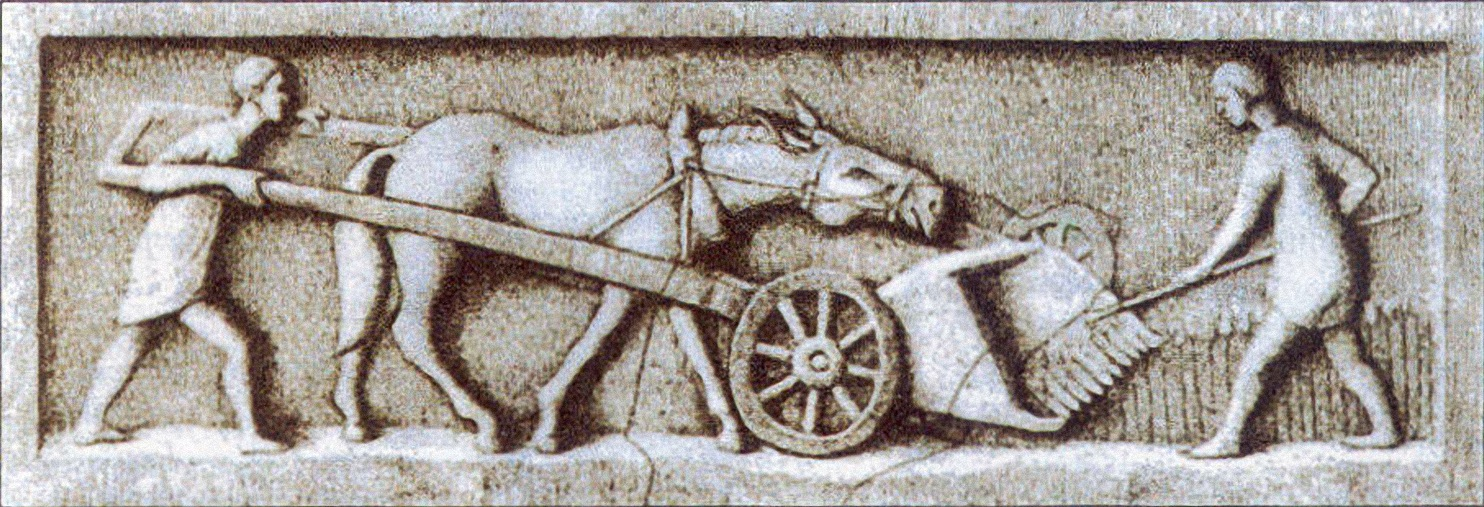
Una cosechadora gala romana.

La institución tiene su origen en la antigua Roma, donde los patricios tenían como jerarca al pater familias, quien era amo y señor de los bienes familiares, ministro de los dioses familiares y juez con total autoridad sobre su parentela. Trabajaba la tierra con el apoyo de sus hijos, siervos y clientes. Durante el período monárquico se permitió a otros pueblos itálicos, campesinos sin tierra denominados «plebeyos» (plebs), explotar la tierra por medio de la agricultura y la ganadería. El pater proveyó tierras en precarium a los plebeyos, quien se transformó en su cliente, protegido y vasallo. Como contrapartida el plebeyo le debía fidelidad, cooperación en la siembra de sus tierras y lo acompañaba en las huestes y en el gobierno.
En el Lacio, se denominaba precario dans al que detentaba un bien pretendido por súplica a su amo, quien lo otorgaba por indulgencia y podía recobrarla en cualquier oportunidad, ya que esta clase de posesión no producía ningún beneficio, siendo este el germen del comodato precario, por lo que este fue el modo de participación en el dominio ajeno. Ulpiano afirmaba que «es precario lo que, al que lo pide con ruego, se le concede para que lo use en tanto que lo consiente el que se lo concedió». El pater distribuía fracciones de terrenos en precarium a plebeyos, esclavos manumitidos y a forasteros dominados o admitidos de manera voluntaria por una gens. Al perder el patrono jurisdicción sobre su gens, el pretor le otorgó el interdicto homónimo con el fin de conseguir la devolución del objeto, siendo este el primer precedente de la acción de precario. Para expulsarlo, la tradición únicamente se lo permitía a su patrono, y para que lograra proteger su posesión respecto de terceros, el pretor le dotó de los interdictos de retención y restitución. Ponponio sentó que «el que posee el fundo en precario puede usar del interdicto uti possidetis contra todos en nombre de aquel de quien lo recibió». El uti possidetis se usó para los bienes raíces; para la retención de los bienes muebles el pretor dispuso el interdicto utrubi. Finalmente, contra el desposeimiento por la fuerza el pretor estableció el interdicto ude vi para recobrar la posesión.

### Edad Media
A partir de la Alta Edad Media la realeza asignó tierras en privilegio al señor feudal y este las otorgaba en parcelas a agricultores por período indefinido en pago de servicios personales, constituyéndose en sus vasallos. Cuando se pretendió establecer un término a la explotación de las tierras aparece la designación de «precaria».
En el Derecho germánico, como corolario de la escasez de obreros, los señores feudales otorgaron tierras a los agricultores libres con la obligación de cancelar un canon o anata, además de los requisitos determinados por el señor feudal a su voluntad. A este nexo se le llamó «relación precaria».

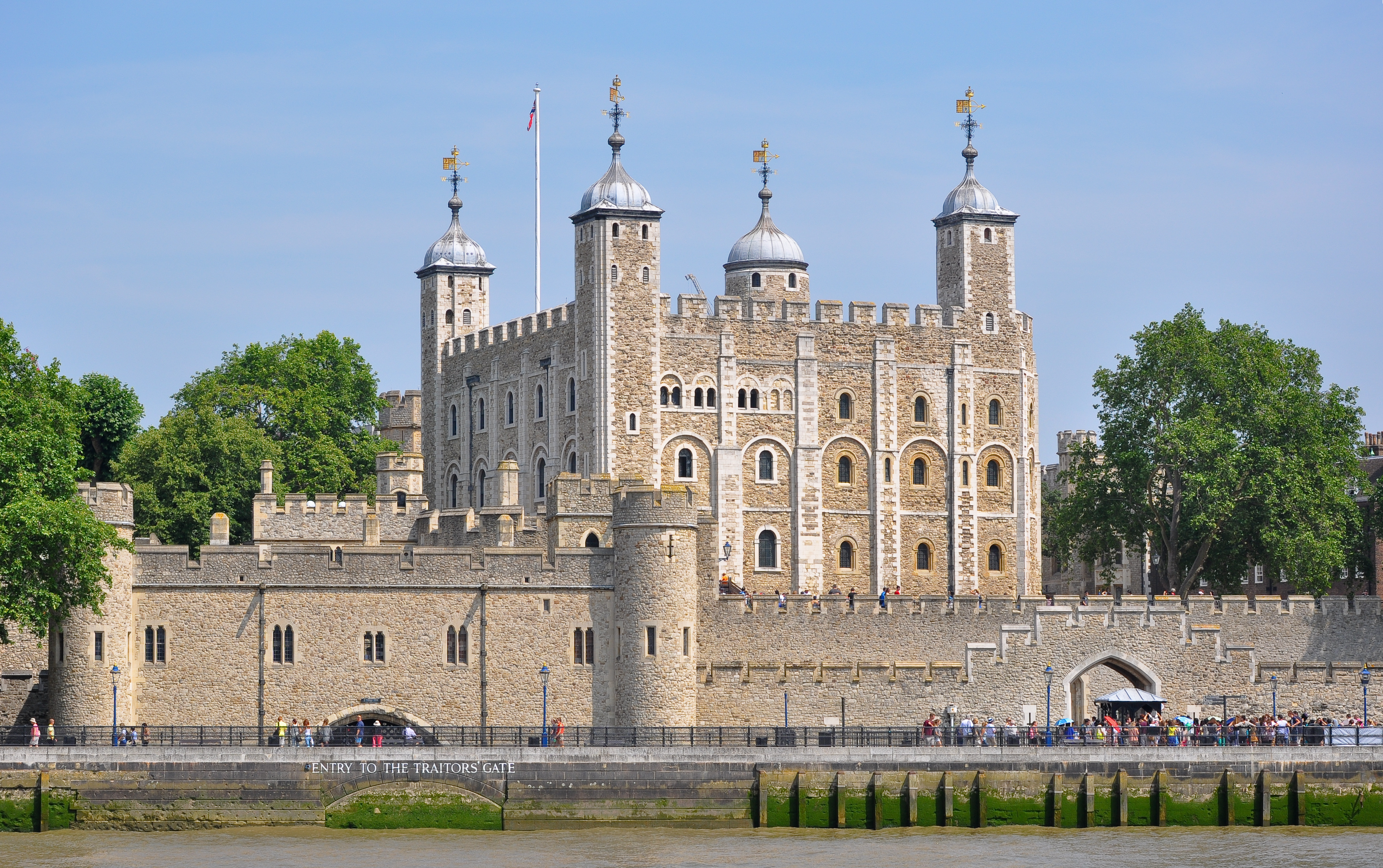
Torre de Londres.
En el Medioevo la relación precaria entre el señor y su vasallo se generaba en torno al castillo.

En pago de sus servicios, los señores feudales obtenían tierras de la corona, consiguiendo reunir enormes superficies que eran labradas por sus vasallos, organizando auténticas unidades de aprovechamiento, cuyo centro era el castillo del señor, emplazamiento que servía como guarida para los vasallos en razón de un eventual oponente agresor y que incluso participaba la villa contigua, denominada villa dominica, curtis sálica, curtis indominicata. Los residentes de la villa eran los villanos o plebeyos en condición de dependencia y sumisión a los moradores del castillo.
Durante el reinado de los francos tuvo lugar el precario libre personal y económicamente y el precario que se compromete a variados servicios personales, como el de servir en las huestes del señor feudal. Durante el período alemán (Regnum Teutonicorum) surge el precarium urbano. Ya durante el siglo XIX el Derecho agrario transformó a los precarios rurales en propietarios y la posesión precaria urbana en posesión en canje de un censo, que más tarde fue eximido.
El Derecho canónico reglamentó las posesiones de la Iglesia católica, que por su gran número no podía dirigir, instaurando algunas instituciones con la denominación uniforme de precaria. De esta forma algunos predios fueron asignados en beneficio de laicos con el calificativo de precarie oblata; otros fueron asignados a usos particulares de tipo clerical, basados en una clase de administración usufructuaria a suma alzada, otorgada con el carácter de precarie a título individual en beneficio de laicos o de algunos sacerdotes, donde un individuo otorgaba bienes a una abadía y este lo restituía en el acto, a través de un escrito denominado «carta precaria», con el fin de que lo gozara abonando un canon anual.

### Edad Moderna
Con la decadencia del feudalismo en Europa, también decayeron las instituciones antiguas como el precarium. La ineficacia de este modelo de producción generó el nacimiento y desarrollo de nuevas formas, junto con las crecientes necesidades de ingresos de la clase dominante, debido a que esta necesidad de mayores ingresos fomentó tal aumento de la explotación sobre los campesinos que llegó a ser insoportable. A partir del siglo XV el precario se transformó en un contrato que acreditaba la existencia de un establecimiento enfitéutico del que se había perdido constancia escrita. Hasta la dictación del código bávaro a mediados del siglo XVIII, prácticamente el precario no sufrió más transformaciones.

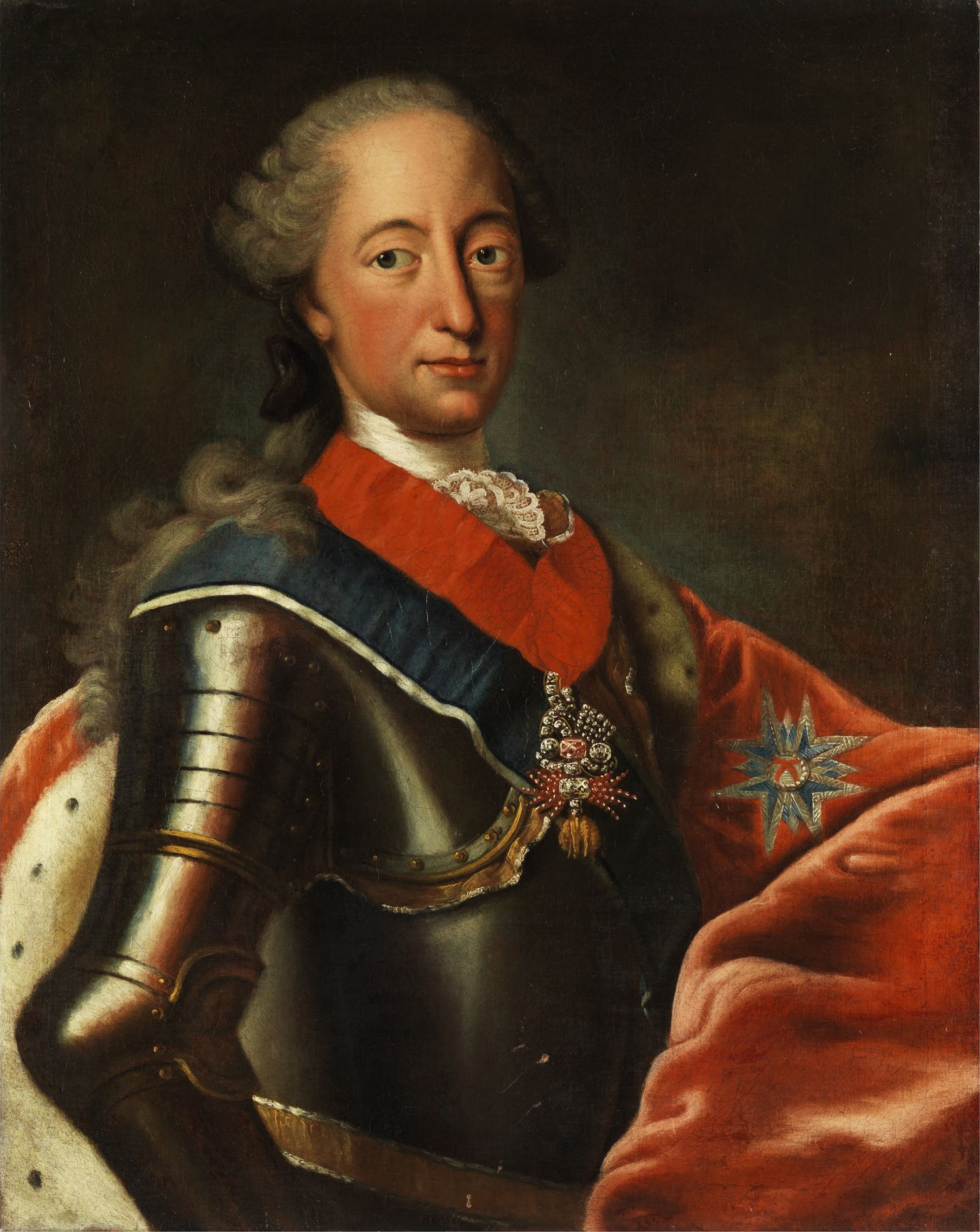
Maximiliano III, príncipe Elector del Sacro Imperio Romano Germánico y duque de Baviera.

### Edad Contemporánea
En 1756 Maximiliano III ordena publicar el Código Civil Bávaro, el primer código civil del mundo, el cual influyó fuertemente en el Código Civil francés de 1804 y este en el Código Civil chileno, publicado en 1857, el que a su vez sirvió de modelo para la mayoría de las legislaciones latinoamericanas. La relación entre el código bávaro y el código chileno, puede observarse en el artículo 2337 del proyecto inédito, correspondiente al artículo 2195 del Código Civil chileno, donde hay una nota de Bello que dice: «C. Báv. libro IV, c.2, art. 11». En esa sección el aludido código disponía: «Respecto al préstamo de tolerancia, o sea, a título de precario (precarium), se observarán las mismas reglas (las del préstamo propiamente dicho o comodato), excepto en cuanto el prestador puede pedir la cosa prestada cuando le acomode».

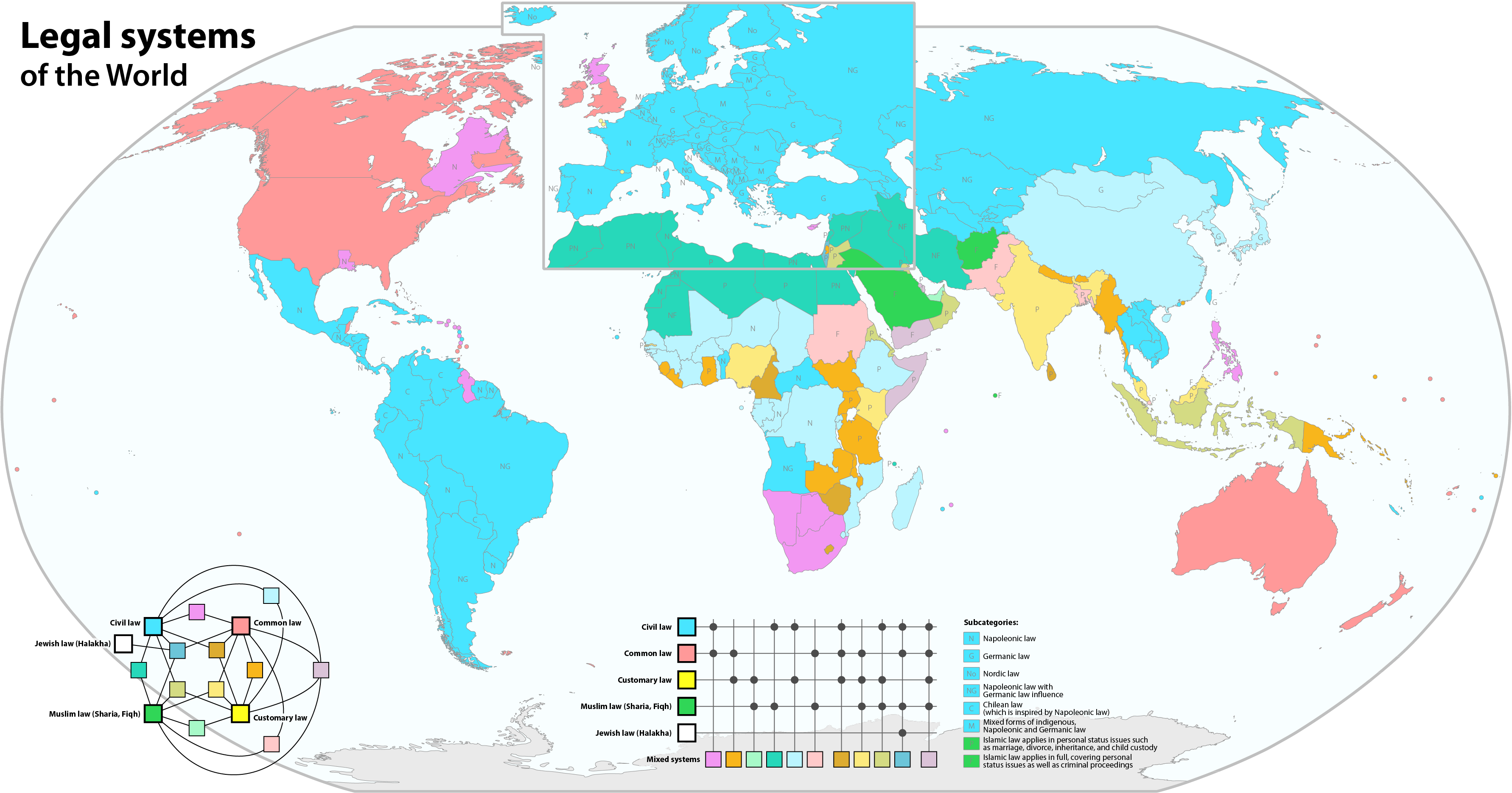
En el mapa se observa con la letra «C» a los países latinoamericanos influidos por la legislación chilena.

El Código de Bello tuvo gran influencia en la codificación civil de Latinoamérica. Llegó a ser copiado, casi íntegramente, por Colombia, Ecuador, El Salvador, Honduras, Nicaragua, Panamá, Paraguay y Venezuela. Por su parte, los países que no lo copiaron pero sí utilizaron parte importante del código de Bello fueron Argentina, Costa Rica, Guatemala y Uruguay.
El Código Civil de Chile, en su artículo 2195 —como también en el resto de los códigos donde influyó—, reconoce las dos figuras históricas: el comodato precario, que es el comodato cuando no se presta la cosa para un servicio particular ni se fija tiempo para su restitución; y el precario propiamente tal: que es la tenencia de una cosa ajena, sin previo contrato y por ignorancia o mera tolerancia del dueño.
A partir de la última cuarta parte del siglo XX el término precario se tornó más masivo y alcanzó gran difusión en virtud de las estridentes expulsiones perpetradas por las autoridades de múltiples países a miembros del movimiento Okupa desde inmuebles desocupados o residencias sin moradores, las que habitualmente el movimiento emplea para desarrollar actividades artísticas, recreativas o dialécticas. Pese a que a mediados de siglo en Europa ya se producían manifestaciones del movimiento, fue en la década de 1970 cuando comenzó a gestarse la doctrina Okupa propiamente tal y a generarse los desalojos, la mayoría resistidos con gran tenacidad, utilizando los propietarios de dichos lugares precisamente la acción de precario como vía legal.

## Características de la acción
La acción procesal destinada a amparar al dueño frente a la precariedad, normalmente denominada acción de precario —o acción de desahucio en España—, presenta habitualmente cinco características en las legislaciones: renunciable, transferible, transmisible, imprescriptible y mueble o inmueble.
- Renunciable

Se trata de una acción que el legislador establece en exclusivo beneficio del propietario o titular, de manera que este perfectamente puede abstenerse de su ejercicio. Si la renuncia la materializa durante el transcurso del proceso, el acto se denomina desistimiento.
- Transferible

Significa que puede ser cedida por medio de un acto entre vivos, sea a través de subrogación, acción oblicua, novación u otro medio. Su transferencia implica su traspaso íntegro, incluidos todos sus accesorios. Sin embargo, sobre este punto es necesario hacer una precisión importante. En materia de cesión de créditos, si se cede el crédito no se cede la calidad de contratante, sino que sólo el crédito. En ese sentido las acciones personales que tiene el cedente no se ceden al cesionario. Luego, la cesión de un crédito no envuelve la cesión de la acción resolutoria, por lo que, en caso de efectuarse una cesión de crédito, se requiere ceder, además, en forma expresa, la acción resolutoria.
- Transmisible

Ello implica que es susceptible de traspasarse por causa de muerte, de manera que si su titular fallece, sus herederos pueden ejercer la acción. El ejercicio de la acción de precario por parte del sucesor a título universal requiere que todos los herederos obren en conjunto o representados por medio de mandatario judicial común.
- Imprescriptible

Pese a tener el carácter de patrimonial, no es, sin embargo, prescriptible. Por el contrario, puede ser ejercida en cualquier tiempo por su titular, en tanto reúna los requisitos para su ejercicio. Hay, sin embargo, quienes sostienen que la de precario sería una acción real, como René Ramos Pazos, quien afirma que prescribe al extinguirse el dominio de su titular. No sería tolerable, pues, asimilar en este caso el precario al comodato precario, que ante todo es un contrato, de donde emanan acciones personales.
- Mueble o inmueble

Según la clase de objeto en que se ejerza, puede ser mueble o inmueble. Por consiguiente, si el actor intenta recuperar un bien raíz, ella será inmueble. Esta distinción tiene importancia para efectos de determinar la competencia aplicable al procedimiento.

## Requisitos para el ejercicio de la acción
Los requisitos para su ejercicio varían en cada legislación. Sin embargo, es posible identificar la concurrencia común de cinco condiciones básicas:
- El demandante ha de ser dueño de la cosa objeto del precario

El ejercicio de la demanda de precario requiere necesariamente que el demandante tenga la legitimación activa de la acción jurisdiccional, es decir, que sea precisamente el propietario del bien que reclama.
En algunas legislaciones, como Perú, se exige al demandante que pruebe ser titular legítimo del bien que reclama, es decir, la ley no exige acreditar ser titular del derecho real de dominio: basta con gozar otro derecho real, como usufructo, uso o habitación. Del mismo modo, Ramos Pazos señala que debe tratarse de una cosa singular y determinada, ya que así lo ha establecido vasta jurisprudencia. De esta manera, el demandante debe singularizar debidamente la cosa que desea recuperar por medio de la acción de precario, es decir, tratándose de propiedades rurales, no basta solo con identificar el nombre del terreno o fundo: hay que señalar además sus dimensiones y cabida exacta.
- El demandado no ha de tener igual o mejor derecho que el demandante

Si el demandado tiene igual o mejor derecho que el que reclama el demandante, esta demanda no puede prosperar, ya que se trata de derechos equivalentes, igualmente protegidos por el principio de igualdad ante la ley. Por ejemplo, si ambas partes del juicio fueran herederos, ninguno podría pretender desalojar al otro por esta vía. René Ramos Pazos afirma que respecto de la comunidad existen tres posibilidades: que un comunero demande a un ocupante precario como si fuera dueño exclusivo; que un comunero demande a un ocupante precario en representación de la comunidad; y que un comunero demande de precario a otro comunero. En el primer caso, la demanda no puede prosperar, ya que no cumple el requisito exigido por la ley sobre la exclusividad en la titularidad de la acción. En el segundo caso, si el comunero demanda en representación del resto y obra con poder suficiente, la demanda es perfectamente válida, porque ejercita la acción en representación. En el tercer caso, en el caso de que un comunero demande de precario a otro comunero, es una opción insostenible, ya que los demás comuneros tienen los mismos derechos del comunero demandante. El ejemplo clásico es el del heredero que no puede pedir desalojar a otro heredero de la propiedad común. En el mismo sentido se ha pronunciado el Tribunal Supremo español.
- El demandado ha de usar u ocupar la cosa

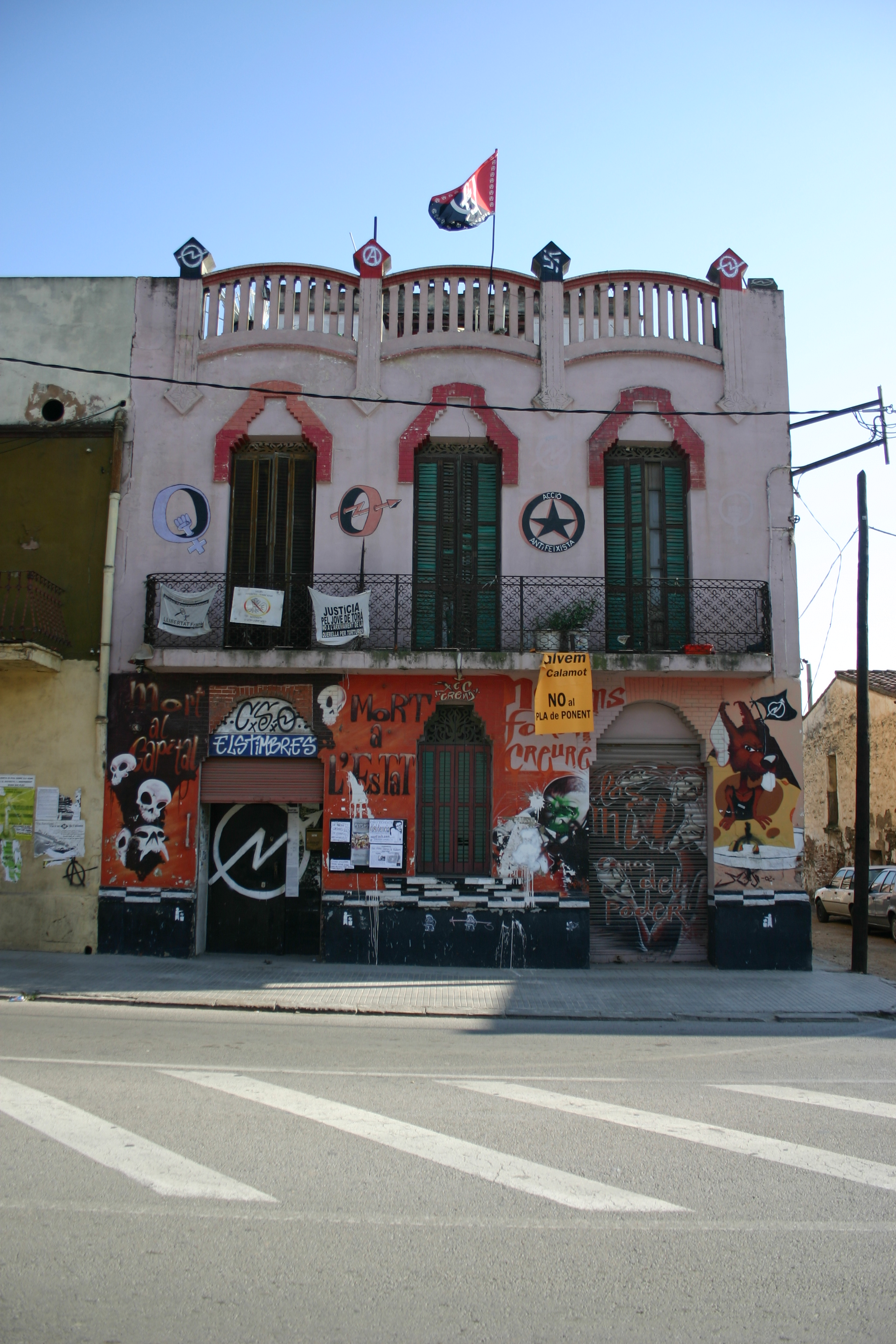
Casa ocupada en Villadecanes, Castilla y León, España

La legitimación pasiva de esta acción la detenta el ocupante o tenedor precario, de manera que el demandado debe ser quien haga uso y goce del bien reclamado por el demandante, lo cual no obsta a que en este proceso normalmente se solicite al juez la restitución del inmueble bajo la fórmula «libre de todo ocupante».
- El uso u ocupación que haga el demandado ha de ser sin contrato o título legítimo

Esto es lo que lo hace diferente de otras figuras jurídicas como la acción de arrendamiento, que se dirige contra una de las partes de un contrato. En el precario no existe un contrato o título válido vigente entre las partes del juicio. También puede producirse esta situación de facto cuando el demandado tiene un título falso, nulo u obsoleto. Por ejemplo, si se celebra la venta de un inmueble y el vendedor se queda morando dentro de la propiedad más allá del tiempo designado en el contrato para su entrega, el comprador puede concurrir ante la justicia y solicitar su desalojo por medio de la demanda de precario. René Ramos Pazos comenta sobre este punto un curioso caso resuelto por la Corte de Apelaciones de Santiago en 1983. Una mujer casada en régimen de separación de bienes demandó de precario a su marido que ocupaba una de sus propiedades. La mayoría de los ministros de la corte estuvo por desestimar la demanda por estimarla contraria a la naturaleza y fines del matrimonio y especialmente a lo dispuesto en el artículo 133 del Código Civil chileno, que obliga al marido a recibir a la mujer en su casa. Años antes la Corte Suprema estuvo por la tesis opuesta.
- El uso u ocupación que haga el demandado ha de derivar de la ignorancia o mera tolerancia del dueño

En general se ha dicho que si el demandante logra acreditar fehacientemente el dominio sobre la propiedad, se traspasa el peso de la prueba al demandado, es decir, a este le corresponde la prueba de que el actor no era ignorante o tolerante frente a la ocupación. Si a su vez el demandado logra acreditar que esta ocupación que hace de la propiedad del demandante se funda en la existencia de un título, como un contrato de arrendamiento o el goce de un usufructo, la acción de precario debe ser desestimada.
Por otro lado, René Ramos Pazos señala que este último requisito se ha llegado a confundir con el primero, que el actor acredite dominio, pues así lo ha sentado vasta jurisprudencia. Bastaría con acreditar el dominio sobre el inmueble para tener por acreditado que es por ignorancia o mera tolerancia. Por lo demás, si el demandante está recurriendo a la justicia es porque ya no quiere tolerar más la ocupación precaria. Lo importante, según Ramos, es que en la demanda se mencione que la ocupación precaria se ha dado por ignorancia o mera tolerancia suya; solo una de las dos, no ambas, pues la jurisprudencia ha rechazado demandas de precario en que el actor se identificó con ambas motivaciones subjetivas de la acción, ello en razón de ser incompatibles entre sí.

## Diferencias entre la acción de precario y la acción reivindicatoria
Esta acción presenta similitudes y diferencias con la reivindicatoria. En primer término, en ambas la causa a pedir es el dominio que acusa tener el actor sobre la cosa cuya restitución solicita: en ambas el demandante desea recobrar el bien desde manos del demandado. Ambas pueden ser ejercidas sobre bienes muebles o inmuebles. Pero también hay diferencias. En la de precario se exige que la motivación subjetiva del actor o demandante sea exclusivamente su ignorancia o mera tolerancia, en tanto que en la reivindicatoria no se exige ninguna motivación en particular. La demanda de precario se tramita conforme a las reglas del procedimiento sumario y la reivindicatoria conforme al procedimiento ordinario. Sin embargo, la principal diferencia entre ambas estriba en la calidad que detenta el demandado. Mientras la de precario se dirige contra alguien que carece de contrato u otro título que justifique su permanencia en la propiedad, la reivindicatoria se dirige contra el actual poseedor. Ambas son incompatibles entre sí, de modo que el actor no puede escoger: debe ajustar su situación de hecho a la hipótesis descrita por la norma.

## Procedimiento
El procedimiento aplicable al juicio de precario normalmente es el sumario, así en Argentina, Chile y Colombia (en Perú sumarísimo, en Uruguay monitorio y en España verbal). El juicio sumario es un procedimiento breve y oral, que permite al demandante lograr el objetivo de la acción (el desalojo) en un tiempo relativamente corto y obviando ciertos trámites del procedimiento ordinario. Algo similar ocurre en Bolivia, Ecuador y Paraguay, en que se tramita por medio de un «procedimiento especial» sin denominación, pero igualmente concentrado.

### Tramitación
El demandante debe acompañar a su demanda el documento en que funda su título (dominio), certificado de dominio vigente, escritura pública de compraventa u otro. En la etapa probatoria se deben acreditar, conforme a las reglas del onus probandi, todos los hechos exigidos en el auto de prueba por el juez. Cuando el juez dicta sentencia a favor del demandante, debe señalarle al demandado un plazo para abandonar la propiedad.

### Desalojo

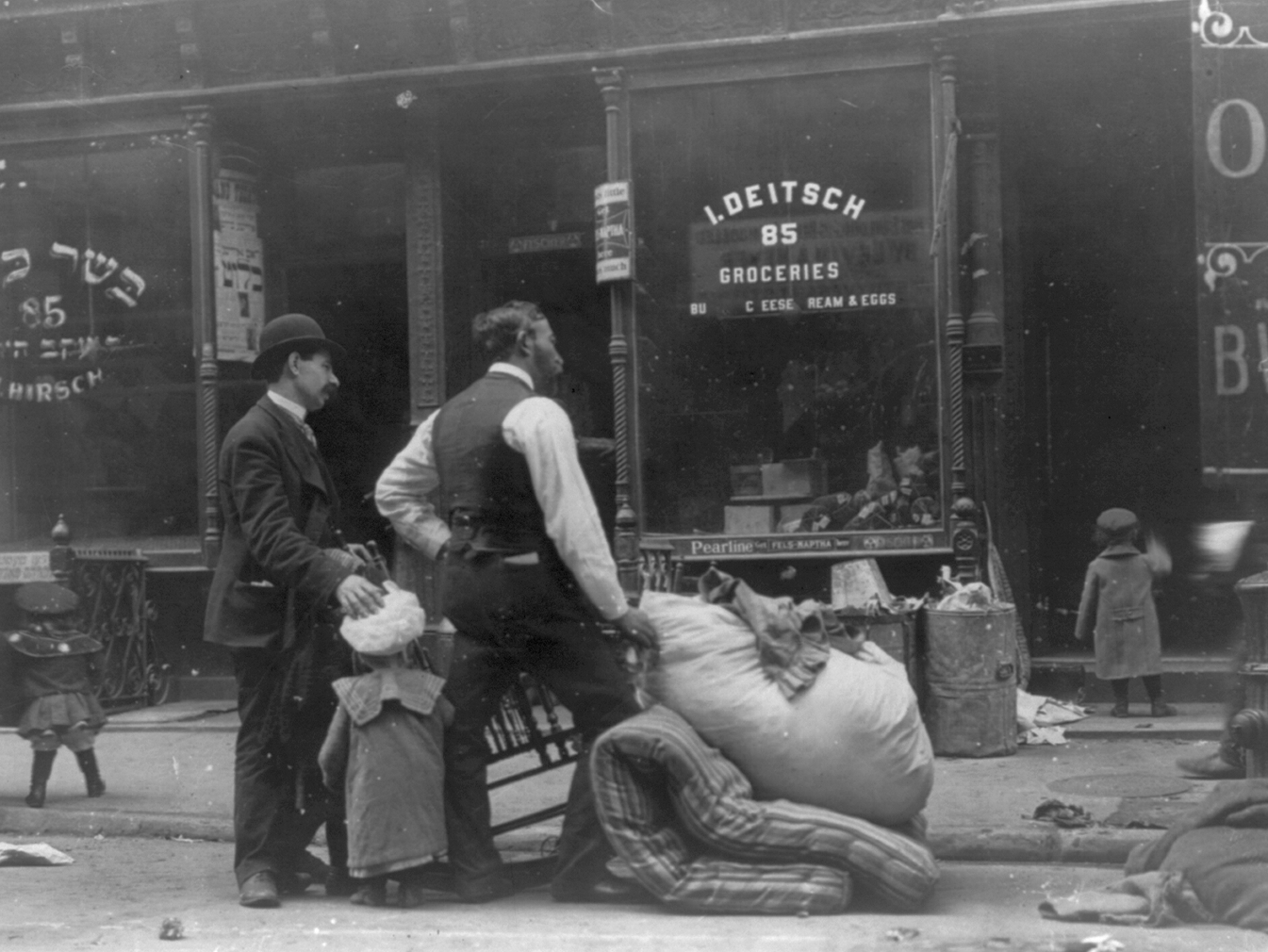
Dos hombres desalojados con sus pertenencias.

Transcurrido el plazo señalado por el juez en la sentencia sin que el demandado haya hecho abandono voluntariamente de la propiedad, el demandante puede solicitar su desalojo o lanzamiento con auxilio de la fuerza pública con facultades para allanar y descerrajar la propiedad si fuere necesario. El desalojo de los ocupantes normalmente se lleva a efecto con la presencia de la policía y de un ministro de fe en representación del tribunal.

### Peso de la prueba
El peso de la prueba u onus probandi es la obligación que pesa sobre las partes de acreditar los hechos del juicio y en la acción de precario la carga de la prueba depende de cada requisito en particular (en función de la regla de que incumbe probar las obligaciones o su extinción a quien alega aquellas o ésta).
- Primer requisito: Que el demandante sea dueño de la cosa objeto del precario.

Este requisito debe probarlo el propio demandante.
- Segundo requisito: Que el demandado no tenga igual o mejor derecho que el demandante.

Este requisito debe acreditarlo el demandado.
- Tercer requisito: Que el demandado use u ocupe dicha cosa.

Este presupuesto debe ser probado por el demandante.
- Cuarto requisito: Que el uso u ocupación que haga el demandado sea sin contrato o título legítimo.

Al demandado le corresponde probar que mantiene un contrato o título válido y vigente que justifica su permanencia en la propiedad.
- Quinto requisito: Que el uso u ocupación que haga el demandado derive de la ignorancia o mera tolerancia del dueño.

Al demandado le corresponde desvirtuar que su permanencia en la propiedad deriva de la ignorancia o mera tolerancia del dueño.

## Regulación por países
El precario normalmente se encuentra regulado de manera positiva en los diversos ordenamientos jurídicos.
| Regulación del precario | Regulación del precario    | Regulación del precario                                    |
| País                    | Norma                      | Código                                                     |
| ----------------------- | -------------------------- | ---------------------------------------------------------- |
| Argentina               | Artículo 2069 Artículo 680 | Código Civil y Comercial Código Procesal Civil y Comercial |
| Austria                 | Artículo 974               | Código Civil austríaco                                     |
| Bolivia                 | Artículo 894               | Código Civil boliviano                                     |
| Brasil                  | Artículo 1208              | Código Civil brasileño                                     |
| Chile                   | Artículo 2195              | Código Civil chileno                                       |
| Colombia                | Artículo 2220              | Código Civil colombiano                                    |
| Costa Rica              | Artículo 279               | Código Civil costarricense                                 |
| Cuba                    | Artículo 199               | Código Civil cubano                                        |
| Ecuador                 | Artículo 2098              | Código Civil ecuatoriano                                   |
| El Salvador             | Artículo 1953              | Código Civil salvadoreño                                   |
| España                  | Artículo 250.1.2.          | Ley de Enjuiciamiento civil                                |
| Francia                 | Artículo 2236              | Código Civil francés                                       |
| Guatemala               | Artículo 615               | Código Civil guatemalteco                                  |
| Honduras                | Artículo 2274              | Código Civil hondureño                                     |
| Nicaragua               | Artículo 3446              | Código Civil nicaragüense                                  |
| Panamá                  | Artículo 1680              | Código Civil panameño                                      |
| Paraguay                | Artículos 621 y 689        | Código Procesal Civil paraguayo                            |
| Perú                    | Artículo 911               | Código Civil peruano                                       |
| Portugal                | Artículo 1253              | Código Civil portugués                                     |
| República Dominicana    | Artículo 2232              | Código Civil dominicano                                    |
| Rumania                 | Artículo 566               | Código Civil rumano                                        |
| Uruguay                 | Artículo 2238              | Código Civil uruguayo                                      |
| Venezuela               | Artículo 783               | Código Civil venezolano                                    |